# Beulotte-Saint-Laurent
Beulotte-Saint-Laurent ist eine französische Gemeinde mit 61 Einwohnern (Stand: 1. Januar 2022) im Département Haute-Saône in der Region Bourgogne-Franche-Comté. Die Bewohner werden Beulottais und Beulottaises genannt.

## Geographie
Beulotte-Saint-Laurent liegt auf einer Höhe von 605 m über dem Meeresspiegel, fünf Kilometer nördlich von Servance und etwa 28 Kilometer nordnordwestlich der Stadt Belfort (Luftlinie). Das Dorf erstreckt sich im äußersten Nordosten des Départements, in der Talmulde des Beuletin auf dem Plateau des Mille Étangs am Rand der südwestlichen Vogesen.

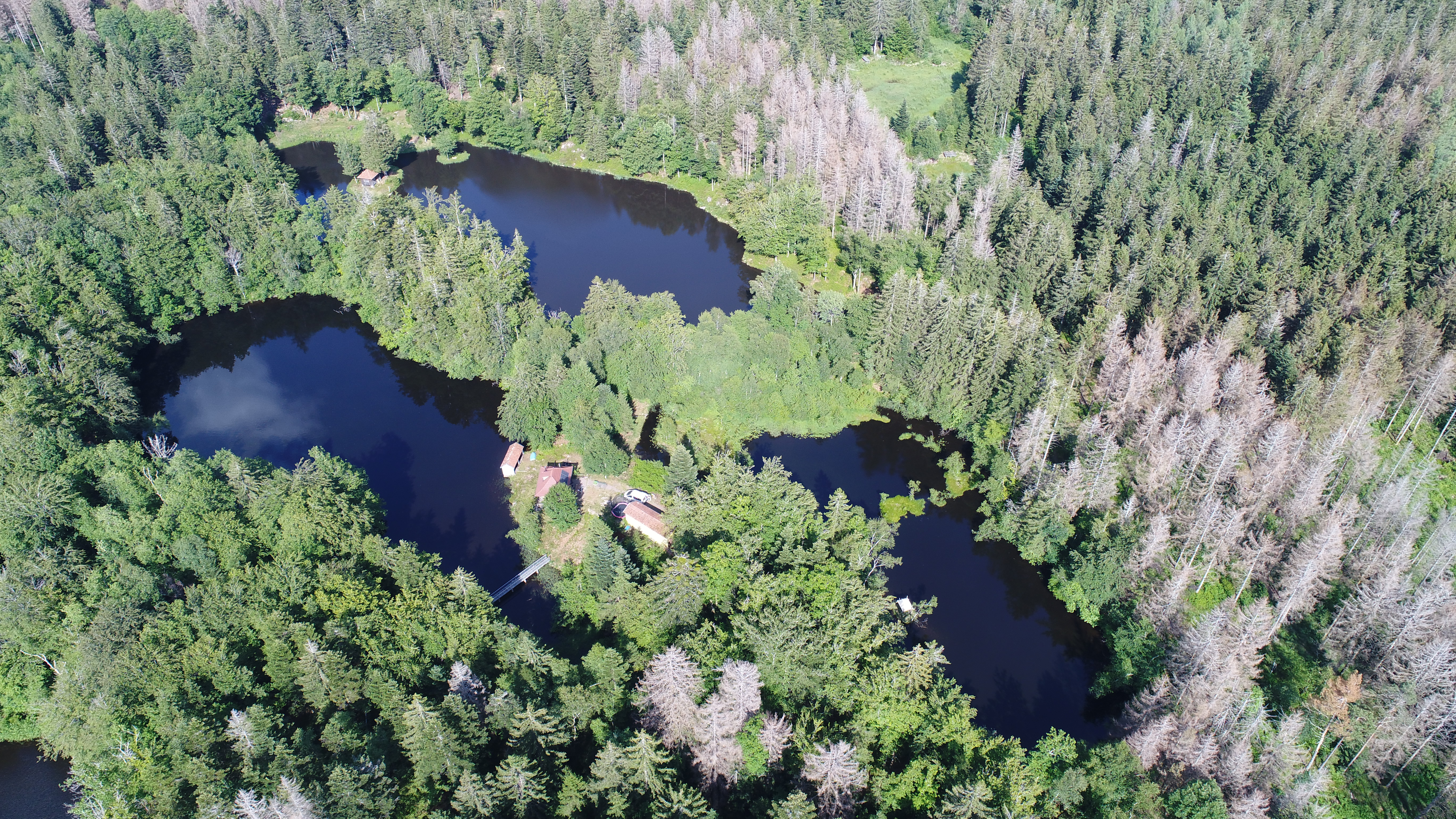
Étangs des Grands Faings

Die Fläche des 14,20 km² großen Gemeindegebiets umfasst einen Abschnitt der südwestlichen Vogesen. Der Hauptteil des Gebietes wird vom Plateau des Mille Étangs eingenommen, das gegen Nordosten leicht ansteigt. Das Plateau zeigt ein lockeres Gefüge von Wald, Weideland, Heidelandschaften und Mooren. Es erreicht eine mittlere Höhe von 650 m. In Muldenlagen befinden sich zahlreiche kleine Seen, die überwiegend natürlichen Ursprungs sind und während der Eiszeit durch Gletscherschliff entstanden. Einige wurden auch aufgestaut und dienen zur Fischzucht. Entwässert wird das Gebiet durch den Beuletin, der mit seinem Tal bis zu 100 m in das Plateau eingesenkt ist, nach Südwesten.
Nach Norden erstreckt sich das Gemeindeareal in das Quellgebiet des Breuchin, eines Zuflusses der Lanterne. Die nordöstliche Abgrenzung verläuft auf einem breiten Kamm, der steil zum Tal der Mosel abfällt. Mit 757 m wird im Bereich des Haut d’Alouette die höchste Erhebung von Beulotte-Saint-Laurent erreicht. In geologisch-tektonischer Hinsicht bestehen die Höhen teils aus Sedimenten, die während der Lias abgelagert wurden, teils tritt das kristalline Grundgestein zutage. Auf den Höhen wie auch in den Tälern finden sich Ablagerungen des Quartärs. Das gesamte Gemeindegebiet gehört zum Regionalen Naturpark Ballons des Vosges.
Zu Beulotte-Saint-Laurent gehören neben dem eigentlichen Ort mehrere Weiler und zahlreiche Gehöfte, darunter:
- La Saulotte (645 m) auf dem Plateau des Mille Étangs
- Breuche-la-Grande (620 m) in der Talmulde des Breuchin

Nachbargemeinden von Beulotte-Saint-Laurent sind Corravillers und Ferdrupt im Norden, Ramonchamp im Osten, Servance-Miellin mit Servance im Süden sowie Esmoulières im Westen.

## Geschichte
Der Ortsname leitet sich vom Patois-Ausdruck bulotte ab, der ein Gebiet mit zahlreichen Birken bezeichnet. Im Mittelalter gehörte Beulotte-Saint-Laurent zur Freigrafschaft Burgund und darin zum Gebiet des Bailliage d’Amont. Die lokale Herrschaft hatten die Herren von Faucogney inne. Zusammen mit der Franche-Comté gelangte der Ort mit dem Frieden von Nimwegen 1678 definitiv an Frankreich. Heute ist Beulotte-Saint-Laurent Mitglied des Gemeindeverbandes Communauté de communes des 1000 étangs.

## Bevölkerung
| Jahr                       | 1962 | 1968 | 1975 | 1982 | 1990 | 1999 | 2011 | 2020 |
| Einwohner                  | 200  | 182  | 121  | 103  | 70   | 68   | 73   | 58   |
| Quellen: Cassini und INSEE |      |      |      |      |      |      |      |      |

Mit 61 Einwohnern (1. Januar 2022) gehört Beulotte-Saint-Laurent zu den kleinsten Gemeinden des Départements Haute-Saône. Nachdem die Einwohnerzahl in der ersten Hälfte des 20. Jahrhunderts deutlich abgenommen hatte (1881 wurden noch 597 Personen gezählt), wurden seit Beginn der 1990er Jahre nur noch geringe Schwankungen verzeichnet.

## Sehenswürdigkeiten

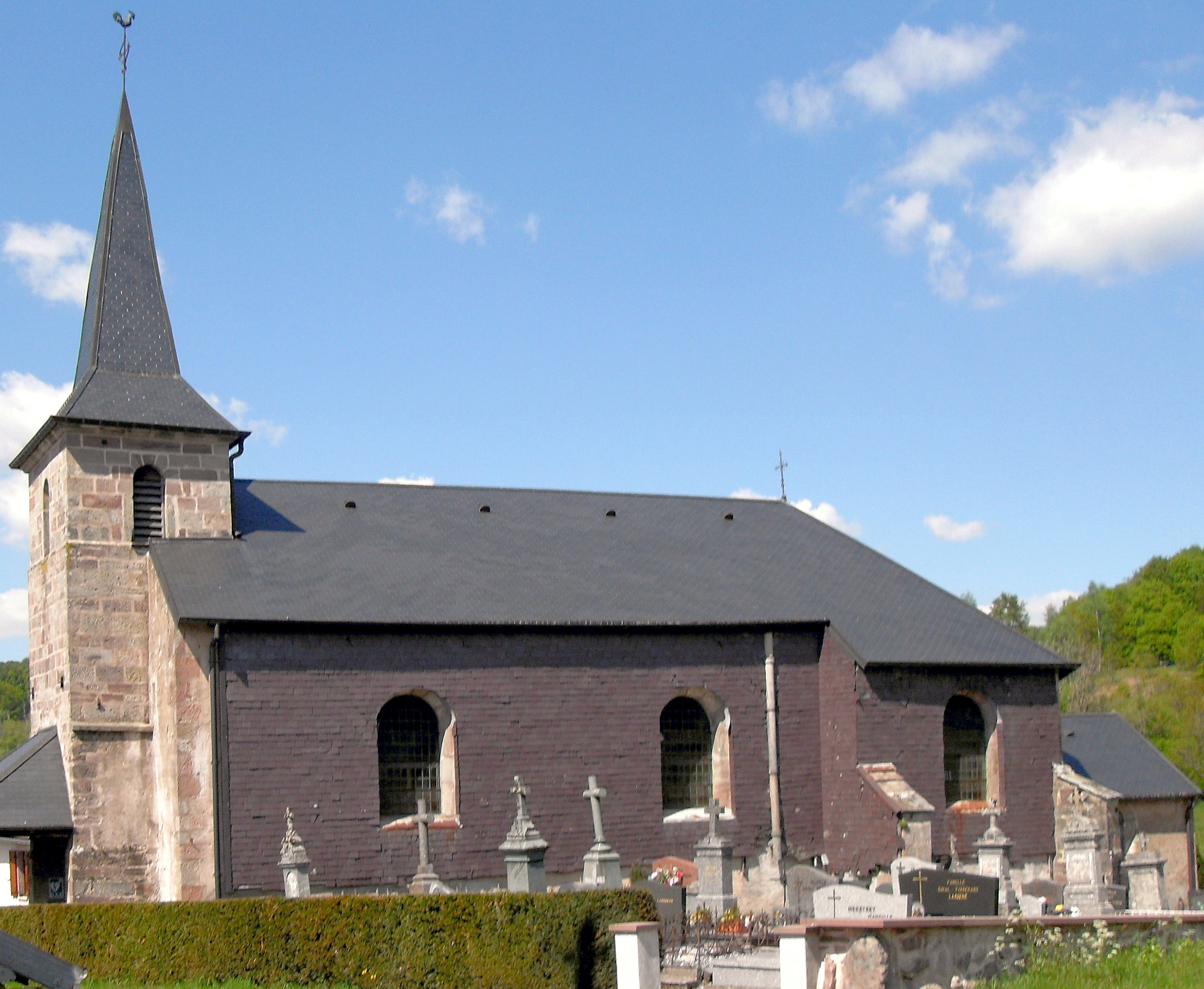
Kirche St. Laurentius

Die kleine Dorfkirche St. Laurentius wurde im 17. und 18. Jahrhundert erbaut. Sie besitzt einen Tabernakel (17. Jahrhundert) sowie einen Altar und Statuen aus dem 18. Jahrhundert. In Breuche-la-Grande befindet sich eine Mühle.

## Wirtschaft und Infrastruktur
Beulotte-Saint-Laurent ist noch heute ein vorwiegend durch die Landwirtschaft (Milchwirtschaft und Viehzucht, etwas Ackerbau) und die Forstwirtschaft geprägtes Dorf. Außerhalb des primären Sektors gibt es nur wenige Arbeitsplätze im Ort. Einige Erwerbstätige sind deshalb Wegpendler, die in den größeren Ortschaften der Umgebung ihrer Arbeit nachgehen.
Die Ortschaft liegt abseits der größeren Durchgangsachsen an einer Departementsstraße, die von Servance nach Corravillers führt. Weitere Straßenverbindungen bestehen mit Esmoulières und dem Col des Croix.